# Gouvy
Gouvy (in vallone Gouvi) è un comune belga di 4 780 abitanti, situato nella provincia vallona del Lussemburgo.